# Léon Brunschvicg
Léon Brunschvicg, född 10 november 1869 i Paris, död 18 januari 1944 i Aix-les-Bains, Savoie, var en fransk filosof.
Brunschvicg var professor vid Sorbonne i Paris. Under bekämpande av såväl erfarenhetsfilosofin som den metafysiska rationalismen företrädde Brunschvicg en till Kant ansluten kritisk eller matematisk intellektualism, och ansåg filosofin som andens tänkande över sig själv, dess strävan att fatta sig själv i sin fortgång och verksamhet. Som filosofihistoriker var Brunschvicg en insatt kännare av särskilt Baruch Spinozas och Blaise Pascals tankevärld och utgav tillsammans med P. Boutroux och F. Gazier Pascals Oevres (11 band 1908–1914). Hans förnämsta arbeten är annars La modalité du jugement (1897), Introduction à la vie de l'esprit (1900), Les étapes de la philosophie mathématique (1912, 2:a upplagan 1922) där han uppvisar släktskapet mellan vetenskap och filosofi, L'expéricence humaine et la causalité physique (1922), med ingående granskning av vetenskapsfilosofin, samt hans viktigaste arbete, Le progrès de la conscience dans la philosophie occidentale (2 band, 1927).